# Ромбоедр
| Ромбоедр              | Ромбоедр                                              |
| --------------------- | ----------------------------------------------------- |
|                       |                                                       |
| Тип                   | Призма                                                |
| Властивості           | Опуклий, рівносторонній, зоноедр, паралелоедр         |
| Комбінаторика         |                                                       |
| Елементи              | 6 граней (ромби) 12 ребер 8 вершин (3-го степеня)     |
| Характеристика Ейлера | {\displaystyle \chi =\Gamma -{\hbox{P}}+{\hbox{B}}=2} |
| Група симетрії        | Ci , [2+,2+], (×), порядок 2 (Циклічна симетрія)      |
| Розгортка             |                                                       |

Ромбо́едр (від ромб і дав.-гр. ἕδρα — основа, грань) (також ромбічний гексаедр) — паралелепіпед, у якого всі грані є ромбами.
Всі ребра ромбоедра мають однакову довжину. В загальному випадку, в якості граней можуть бути ромби трьох типів- по 2 конгруентних ромби на кожну пару протилежних граней.
Будь-які чотири несуміжні вершини ромбоедра, обов'язково є вершинами ортоцентричного тетраедра, і всі ортоцентричні тетраедри можуть бути утворені таким чином.

## Часткові випадки
| Вид ромбоедра                                | Грані                                                               | Зображення | Симетрія                                                   | Опис |
| -------------------------------------------- | ------------------------------------------------------------------- | ---------- | ---------------------------------------------------------- | --- |
| Куб (правильногранний ромбоедр)              | 6 квадратів                                                         |            | O h , [4,3], порядок 48 Повна октаедальна група симетрії   | Всі грані — квадрати. Має максимальну симетрію октаедричної групи. |
| Трикутний трапецоедр (рівногранний ромбоедр) | 6 конгруентних ромбів                                               |            | D3d, [2+,6], порядок 12 (Діедральна симетрія 3-Антипризми) | Всі грані — однакові ромби. Тіло можна розглядати як розтягнутий вздовж діагоналі куб. У трикутного трапецоедра існують щонайменше дві вершини, такі що всі прилеглі до них кути рівні між собою. Через ці вершини проходить вісь симетрії третього порядку (тобто така вісь, при повороті навколо якої на кут 120° = 2π / 3 рад. тіло переходить в саме себе). Більш того, це є характерною ознакою трапецоедра: паралелепіпед є рівногранним ромбоедром тоді і тільки тоді, коли він має вісь симетрії третього порядку. |
| Пряма ромбічна призма (прямий ромбоедр)      | 2 конгруентних ромба, 4 квадрати                                    |            | D2h, [2,2], порядок 8 (Діедральна симетрія 2-Призми)       | Тіло можна розглядати як розтягнутий вздовж граневої діагоналі куб. Наприклад, дві правильні трикутні призми, з'єднані по боковій грані, утворюють пряму ромбічну призму з кутом 60° і є майже-багатогранником Джонсона. |
| Похила ромбічна призма (похилий ромбоедр)    | 2 конгруентних ромба, 4 конгруентних ромба іншого типу              |            | C2h, [2], порядок 4 (Циклічна симетрія)                    | Має лише одну площину симетрії, що проходить через чотири вершини |
| Ромбоедр (загального вигляду)                | 6 ромбів — по 2 конгруентних ромби на кожну пару протилежних граней |            | Ci, [2+,2+], порядок 2                                     | |

## Формули

Трикутні трапецоедри з «золотими» ромбами

Для рівногранного ромбоедра (трикутного трапецоедра) з довжиною ребра {\displaystyle a} та гострим кутом ромба {\displaystyle \theta } справедливі наступні формули:
| Для Рівногранного ромбоедра з довжиною ребра а:    | Для Рівногранного ромбоедра з довжиною ребра а: |
| -------------------------------------------------- | --- |
| Висота (відстань між паралельними гранями)         | {\displaystyle h={\frac {1-\cos(\theta )}{\sin(\theta )}}\cdot {\sqrt {1+2\cdot \cos(\theta )}}\cdot a}{\displaystyle ={{\sqrt {1-3\cos ^{2}\theta +2\cos ^{3}\theta }} \over \sin \theta }\cdot a} |
| Радіус вписаної сфери (дотикається до всіх граней) | {\displaystyle r={\frac {h}{2}}={\frac {1-\cos(\theta )}{2\cdot \sin(\theta )}}\cdot {\sqrt {1+2\cdot \cos(\theta )}}\cdot a} |
| Граневі діагоналі                                  | {\displaystyle e=2\cdot a\cdot \cos \left({\frac {\theta }{2}}\right)} |
| Граневі діагоналі                                  | {\displaystyle f=2\cdot a\cdot \sin \left({\frac {\theta }{2}}\right)} |
| Просторові діагоналі                               | {\displaystyle D_{1}={\sqrt {3+6\cdot \cos(\theta )}}\cdot a} |
| Просторові діагоналі                               | {\displaystyle D_{2}={\sqrt {3-2\cdot \cos(\theta )}}\cdot a} |
| Площа поверхні                                     | {\displaystyle S=6\cdot \sin(\theta )\cdot a^{2}} |
| Об'єм                                              | {\displaystyle V=(1-\cos(\theta ))\cdot {\sqrt {1+2\cdot \cos(\theta )}}\cdot a^{3}} {\displaystyle ={\sqrt {1-3\cos ^{2}\theta +2\cos ^{3}\theta }}\cdot a^{3}} {\displaystyle =2{\sqrt {3}}\cdot \sin ^{2}\left({\frac {\theta }{2}}\right){\sqrt {1-{\frac {4}{3}}\sin ^{2}\left({\frac {\theta }{2}}\right)}}\cdot a^{3}} |
| Двогранні кути між гранями                         | {\displaystyle \beta _{1}=180^{\circ }-\beta _{2}={\frac {\Omega _{1}+\Omega _{2}}{2}}=\arccos \left(1-{\frac {1}{1+\cos(\theta )}}\right)} |
| Двогранні кути між гранями                         | {\displaystyle \beta _{2}=180^{\circ }-\beta _{1}=\Omega _{2}=\arccos \left({\frac {1}{1+\cos(\theta )}}-1\right)} |
| Тілесні кути при вершинах                          | {\displaystyle \Omega _{1}=4\cdot \arctan \left({\sqrt {\tan \left({\frac {3\cdot \theta }{4}}\right)\cdot \tan ^{3}\left({\frac {\theta }{4}}\right)}}\right)} |
| Тілесні кути при вершинах                          | {\displaystyle \Omega _{2}=4\cdot \arctan \left({\sqrt {\cot \left({\frac {3\cdot \theta }{4}}\right)\cdot \tan \left({\frac {\theta }{4}}\right)}}\right)} |

## Заповнення простору
Тривимірний Евклідів простір можна повністю заповнити конгруентними ромбоедрами без проміжків та накладень. Такі об'ємні плитки називають стільниками.
Ромбоедр можна використовувати для визначення системи ромбоедричних ґраток, стільника з ромбоедричними комірками.

### Кристалографія
В кристалографії ромбоедр виділений як проста форма тригональної сингонії середньої категорії.
Мінерали, що мають форму ромбоедра, — діоптаз, фенакіт, аметист, гематид, багато мінералів мають складні структури з наявністю ромбоедра, наприклад, кальцит.

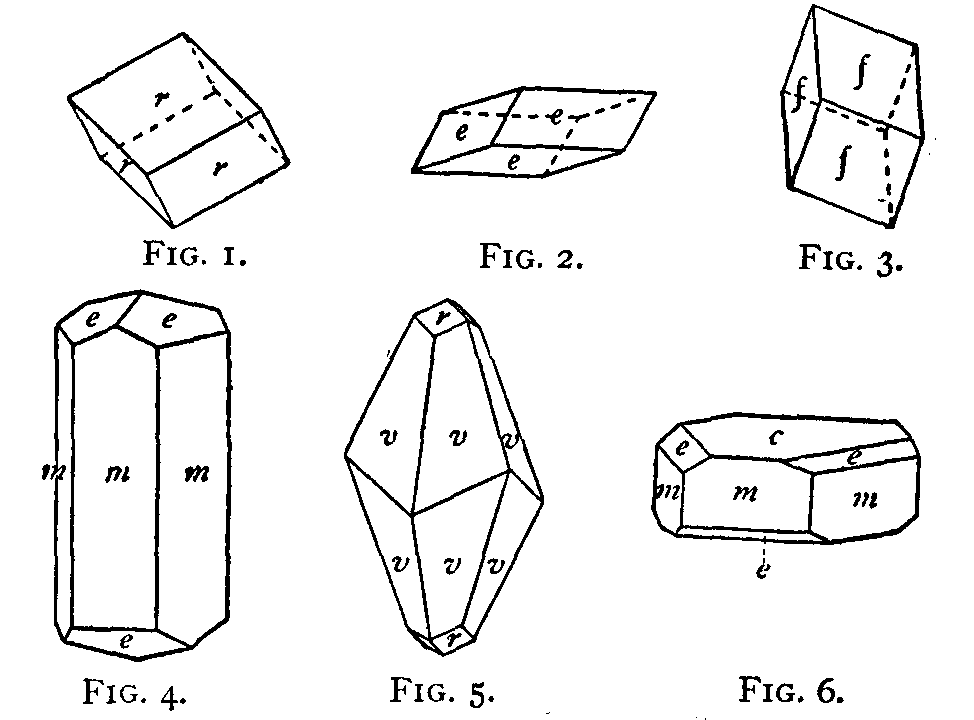
Ромбоедричні кристали
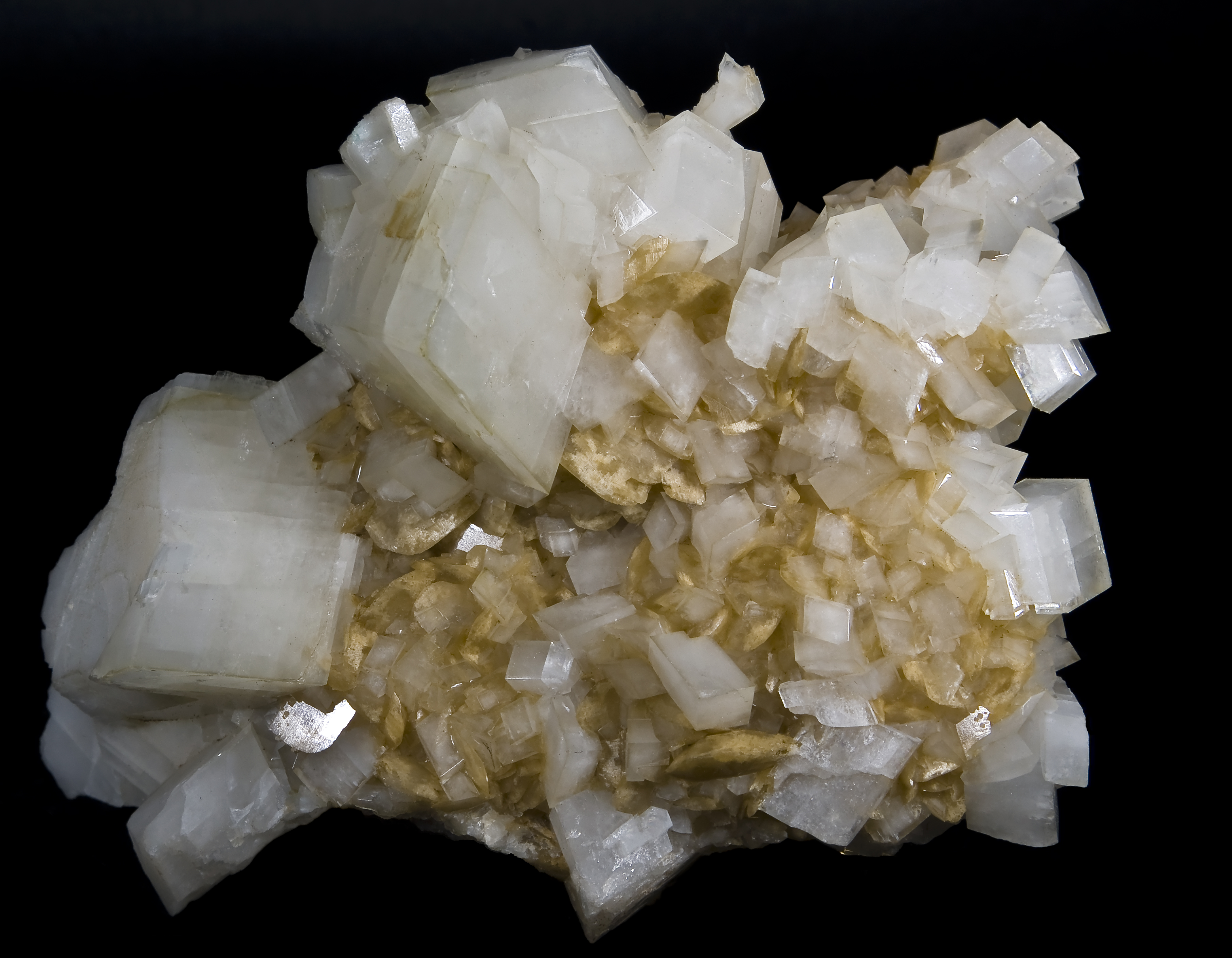
Доломіт
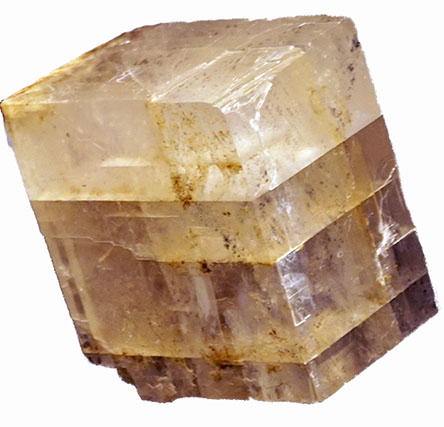
Кальцит
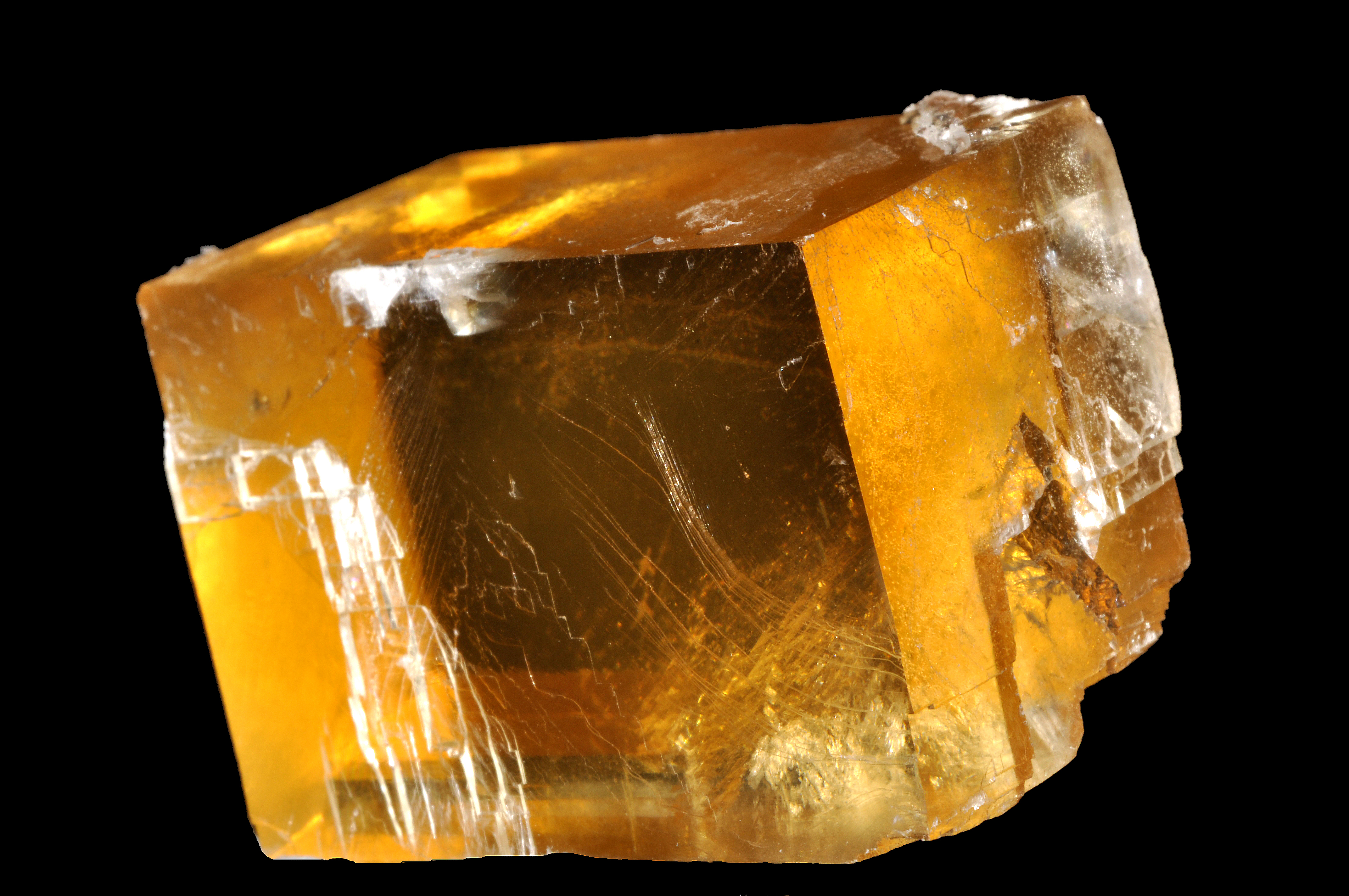
Кальцит Гельбера